# John Hunter
John Hunter (Long Calderwood, 13 de febrer de 1728 - Londres, 16 d'octubre de 1793) va ser un cirurgià i anatomista escocès, pare de l'aproximació experimental a la medicina.

## Vida
Hunter va néixer a Long Calderwood, en l'actualitat part d'East Kilbride, Lanarkshire, Escòcia. Era el menor de 10 germans. En 1748 es va mudar a Londres a estudiar i treballar amb el seu germà William Hunter, anatomista. Aviat va passar a ensenyar anatomia a l'escola fundada pel seu germà, i després de ser cirurgià militar des 1760 fins a 1763, va tornar a Londres per formar la seva pròpia consulta. En aquells dies ja havia aconseguit gran fama per la precisió del seu treball, i la major part del temps que havia servit a l'escola del seu germà havia treballat creant fines  preparacions  de teixits humans i animals tant conservats en licors com seques.
En 1767 és nomenat Fellow de la Royal Society i segons la seva fama augmenta, obté els càrrecs de cirurgià del St George's Hospital (1768), cirurgià del rei Jordi III d'Anglaterra (1776), sotsdirector cirurgià de l'exèrcit (1786) i cirurgià general de l'exèrcit (1789)).
En 1783 es muda a Leicester Square on obre la seva col·lecció de preparacions, rareses i animals al públic en forma de museu. Mor el 1793 d'un atac de cor després d'una discussió sobre quins alumnes acceptar al St George's Hospital.
Des dels volts del 1770 a John Hunter se'l coneixia com a col·leccionista de rareses. Els seus treballs com a mestre d'anatomia l'havien portat a entaular amistats en els baixos fons, sobretot amb els anomenats resurreccionistes per aconseguir cadàvers frescos per als seus alumnes. Els alumnes als quals va ensenyar a l'escola del seu germà i en la seva pròpia escola exportarien la dependència dels resurreccionistes a la resta del món. Els cadàvers també li fornien de noves rareses patològiques per col·leccionar, i li permetien aprofundir en la seva investigació sobre el cos humà. Al mateix temps, la seva fascinació per la vida en el seu conjunt, el va portar a experimentar amb animals en vida a la seva casa de camp (en aquells temps situada a Earls Court) i a tenir cura d'un gran nombre d'animals exòtics.
En 1790 va recollir en una xeringa calenta el semen d'un comerciant amb hipospàdies i el va injectar a la vagina de la seva dona, amb la qual cosa va realitzar la primera inseminació artificial en un ésser humà en la història.

### Charles Byrne
Charles Byrne (1761-1783), el gegant irlandès, feia 2.31 metres d'alçada. Es diu que tenia tanta por a ser disseccionat pels metges després de la seva mort que va pagar a uns pescadors de Bristol perquè llencessin el seu cos al mar quan fos mort. Tanmateix, Hunter va subornar els pescadors amb 130 lliures esterlines de l'època (unes 50.000£ actuals) i aquests van deixar el cos darrere la barca i, en fer-se fosc, li van lliurar. El seu esquelet està exposat durant molt de temps al Col·legi Reial de Cirurgians d'Anglaterra gràcies a l'anatomista escocès John Hunter. Les investigacions realitzades van descobrir que el gegantisme el provoca una alteració de la glàndula pituïtària que segrega una producció indiscriminada d'hormones del creixement

## Llegat
En 1799 el govern va comprar la col·lecció de documents i mostres de Hunter, que es va presentar a la Societat de Cirurgians.

### Contribucions a la medicina
Hunter va ajudar a millorar la comprensió de les dents humanes, el creixement ossi i la remodelació, la inflamació, les ferides de bala; les malalties venèries, la digestió, el funcionament dels quilífers, el desenvolupament infantil, la separació dels subministraments de sang materna i fetal i el paper del sistema limfàtic.